# 로렌츠 게이지 조건
전자기학에서 로렌츠 게이지 조건(영어: Lorenz gauge condition)은 전자기 퍼텐셜의 4차원 발산이 0이어야 한다는 조건이다. 전자기 퍼텐셜을 (부분적으로) 게이지 고정하는 방법이며, (다른 많은 게이지 조건과 달리) 로런츠 불변이다.

## 명칭
루드비 로렌스의 이름을 땄다. 라틴 문자를 쓰는 언어에서는 루드비 로렌스(Lorenz)와 헨드릭 로런츠(Lorentz)의 이름을 혼돈하여 "Lorentz" 조건으로 잘못 쓰는 경우가 많다.

## 정의
로렌츠 게이지 조건은 다음과 같다.
{\displaystyle \partial _{\mu }A^{\mu }=0}
로렌츠 게이지 조건은 게이지를 완전히 고정하지 않는다. 즉, 이 조건을 부여한 후에도 {\displaystyle A^{\mu }\to A^{\mu }+\partial ^{\mu }f}와 같은 게이지 변환을 할 수 있으며, 여기에서 {\displaystyle f}는 조화 스칼라 함수로서, 질량이 0인 클라인-고든 방정식 {\displaystyle \partial ^{\mu }\partial _{\mu }f=0}을 만족한다.
로렌츠 게이지는 벡터장의(1/2,1/2) 표현에서 스핀 0 성분을 없애기 위해 쓰며, 게이지 대칭이 없는 질량이 있는 스핀 1 양자장에도 쓴다.

## 참고 문헌
- Griffiths, David J. (1999). 《Introduction to Electrodynamics》 (영어). Addison-Wesley. ISBN 978-0138053260.
- Jackson, J. D. (1962, 1975, 1998). 《Classical Electrodynamics》 (영어). New York: John Wiley & Sons. ISBN 978-0-471-30932-1. OCLC 535998. 2013년 8월 21일에 원본 문서에서 보존된 문서. 2012년 8월 17일에 확인함.